# Adrián Argachá
Adrián Argachá, vollständiger Name Adrián Argachá González, (* 21. Dezember 1986 in Sarandí del Yí) ist ein uruguayischer Fußballspieler.

## Karriere
Der 1,80 Meter große Defensivakteur Argachá stammt aus der Nachwuchsmannschaft Nacional Montevideos. Er stand bereits in der Clausura 2007 im Kader des Erstligisten, kam dort allerdings nicht zum Einsatz. In der Saisonvorbereitung im Juni 2007 wurde er dann endgültig aus der Nachwuchsmannschaft Nacionals in die Erste Mannschaft hochgezogen. Die Saison 2007/08 verbrachte er allerdings sodann beim Ligakonkurrenten Tacuarembó FC. In den Spielzeiten 2008/09 (18 Spiele/kein Tor) und 2009/10 (13 Spiele/ein Tor) lief er in insgesamt 31 Erstligapartien für die Montevideo Wanderers auf und erzielte einen Treffer. Sodann wechselte er abermals innerhalb der Primera División und bestritt in der Saison 2010/11, auf Leihbasis von den insoweit leihgebenden Wanderers verpflichtet, elf Ligaspiele für Defensor Sporting. Dabei schoss er ein Tor. Im Juli 2011 führte sein weiterer Karriereweg erstmals ins Ausland, wo er sich dem argentinischen Klub CA Independiente ebenfalls im Rahmen einer einjährigen Ausleihe und mit Kaufoption anschloss. Die Transferrechte lagen zu dieser Zeit bereits bei Sud América. Die Kaufoption bezog sich auf 50 Prozent der Transferrechte für eine Summe von 620.000 US-Dollar, in der die Leihgebühr enthalten war. Zwölf torlose Einsätze in der Primera División stehen 2011/12 für ihn zu Buche. Zudem wurde er in zwei Partien der Copa Sudamericana, einer Begegnung der Copa Argentina und einem Spiel des Campeonato del Banco Suruga eingesetzt. 2012 kehrte er nach Uruguay zurück und trug in der Saison 2012/13 in der Primera División zehnmal (kein Tor) das Trikot des Racing Club de Montevideo. Das Engagement erfolgte auf Leihbasis bis Jahresende. Im Februar 2013 schloss er sich im Rahmen eines weiteren Leihgeschäfts durch den auch hier leihgebenden Verein Sud América bis zum 31. Juli 2013 dem Stadt- und Ligarivalen River Plate Montevideo an, wurde aber bei den Montevideanern in keinem Pflichtspiel eingesetzt. Noch im selben Jahr wechselte er im Juli 2013 zu Sud América. 2013/14 wurde er dort 26-mal in der höchsten uruguayischen Spielklasse aufgestellt und traf dreimal ins gegnerische Tor. In der Saison 2014/15 wurde er 25-mal (drei Tore) in der Primera División eingesetzt. Für die Spielzeit 2015/16 stehen 13 Ligaeinsätze und ein Tor zu Buche. Anfang Februar 2016 wechselte er auf Leihbasis nach Argentinien zu CA Belgrano. Dort kam er in vier Ligaspielen (kein Tor) zum Einsatz. Mitte Juli 2016 wurde er von Central Córdoba aus Santiago del Estero verpflichtet und bestritt für den Klub bislang (Stand: 11. Juli 2017) 27 Ligapartien (kein Tor).